# 갈리나로
갈리나로(이탈리아어: Gallinaro)는 이탈리아 라치오주 프로시노네도에 위치한 코무네다. 로마로부터 동쪽 110km, 프로시노네로부터 동쪽 40km 거리에 있다.